# Fidèle Nkoumbou
Fidèle Nkoumbou – kongijski piłkarz grający na pozycji bramkarza. W swojej karierze grał w reprezentacji Konga.

## Kariera reprezentacyjna
W 1978 roku Nkoumbou został powołany do reprezentacji Konga na Puchar Narodów Afryki 1978. W nim rozegrał dwa mecze grupowe: z Marokiem (0:1) i z Tunezją (0:0).